# Bernd Burgemeister
Bernd Burgemeister (* 1. Januar 1945 in Hamburg; † 21. Juni 2008 in Griechenland) war ein deutscher Filmproduzent.
Burgemeister arbeitete zunächst zwischen 1973 und 1977 als Assistent der ZDF-Programmdirektion. 1978 übernahm er von Claus Hardt, dem Gründer der Firma (1960) die Produktionsfirma TV60Filmproduktion, die Filme wie Marias letzte Reise, Die Hoffnung stirbt zuletzt, die ZDF-Reihen Anwalt Abel und Das Duo sowie mit seiner Tochterfirma Goldkind Filmproduktion den oscarnominierten Sophie Scholl – Die letzten Tage produzierte. Auch die ZDF-Weihnachtsserien „Timm Thaler“, „Silas“, „Jack Holborn“, „Anna“ und „Ron und Tanja“ wurden von ihm produziert.
Burgemeister selbst produzierte an die 70 Filme und war ab 1998 Vorsitzender des Bundesverbands Deutscher Fernsehproduzenten.
Nach ihm ist seit 2009 der Bernd Burgemeister Fernsehpreis benannt, eine mit 25.000 Euro dotierte Auszeichnung für Fernsehproduzenten, die jährlich beim Münchner Filmfest für den besten TV-Film verliehen wird.
Sein Sohn Sven Burgemeister ist gleichfalls Fernsehproduzent.

## Filmografie (Auswahl)
- 1998: Der kleine Dachschaden
- 2004: Grüße aus Kaschmir